# Pereto
Pereto là một đô thị thuộc tỉnh L'Aquila trong vùng Abruzzo Ý. Đô thị này có diện tích 41,05 km², dân số 721 người. Các làng trực thuộc: Passo San Leonardo. Các đô thị giáp ranh gồm: Cappadocia, Carsoli, Oricola, Rocca di Botte, Tagliacozzo.